# Ortolf von Offenstetten
Ortolf von Offenstetten († 15. November 1392 in Salzburg) war Bischof von Lavant.
Ortolf von Offenstetten entstammte einer Ministerialen-Familie aus Offenstetten bei Kelheim in Niederbayern und war ein Verwandter – vermutlich Bruder – des Salzburger Dompropstes Eberhard von Offenstetten, der die bayrische Partei im Salzburger Domkapitel anführte. Ortolf wurde Domherr in Salzburg, studierte in Bologna und war ab 1356 Domdekan. Nach dem Tod des Salzburger Erzbischofs Ortolf von Weißeneck wurde er 1365 von der bayrischen Partei im Domkapitel zum Nachfolger gewählt, er konnte sich jedoch gegen den Kandidaten der letztendlich dominierenden österreichischen Partei, Pilgrim II. von Puchheim, nicht durchsetzen. 
Papst Urban V. ernannte Ortolf zum päpstlichen Kaplan, 1377 wurde er Offizial in Salzburg, 1385 und 1390 Generalkollektor der päpstlichen Kammer. Im Jahr 1385 wurde er zum Salzburger Dompropst gewählt, der Erzbischof verwarf die Wahl jedoch wegen eines angeblichen Formfehlers und bestellte stattdessen Gregor Schenk von Osterwitz. Ortolf floh zu Herzog Friedrich von Niederbayern nach Burghausen. 
Papst Urban VI. verlieh ihm 1387 das Bistum Lavant, jedoch nahm es Ortolf nie in Besitz. 1389 kehrte er nach Salzburg zurück, versöhnte sich mit dem Erzbischof und wirkte bis zu seinem Tod wieder als Domdekan. Er wurde im Salzburger Dom beigesetzt.